# بوق جبريل

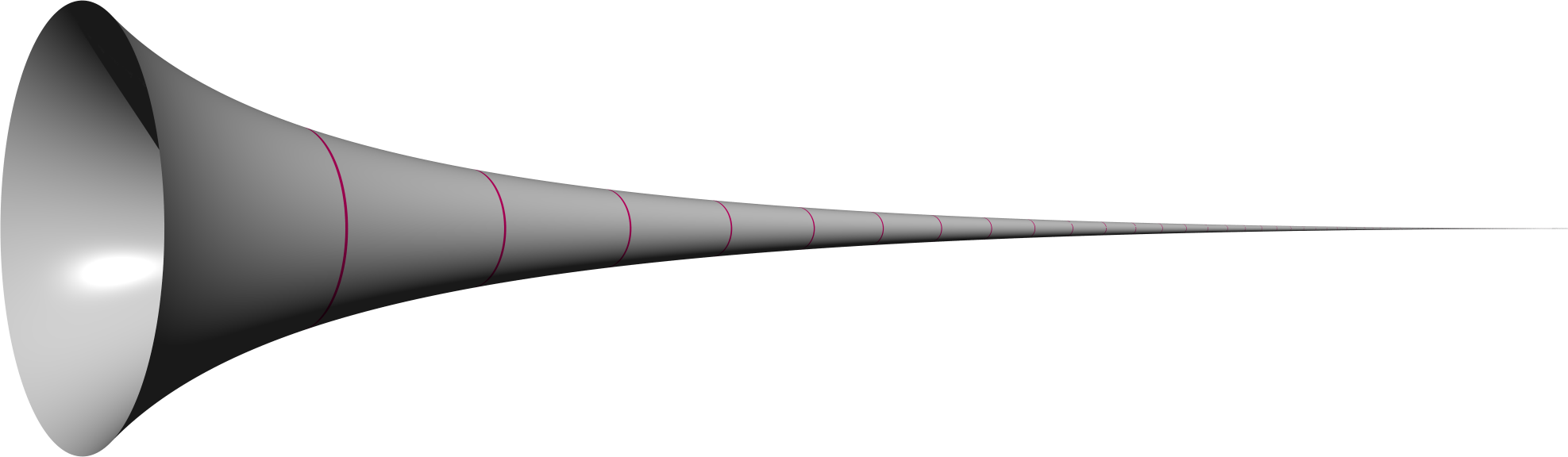
رسم توضيحي ثلاثي الأبعاد لبوق جابريبل

بوق جبريل (أو بوق تورشيللي) هو شكل هندسي له مساحة سطح لا نهائية ولكنّ حجمه نهائي.أوّل من بحث في خصائص هذا الشكل كان الفيزيائي والرياضياتي الإيطالي إيفانجيلستا تورشيللي في القرن السابع عشر.

## تعريف رياضي
يتشكّل بوق جبريل بواسطة تدوير الرسم البياني {\displaystyle x\mapsto {\frac {1}{x}}} في المجال {\displaystyle x\geq 1} حول محور x في الفراغ. هذا الاكتشاف تم بواسطة مبدأ كافارلييري قبل ايجاد حساب التفاضل والتكامل، لكن اليوم يمكن حساب حجم البوق بين x = 1 و x = a (حيث a > 1) بواسطة حساب التفاضل والتكامل. حجم البوق ومساحة السطح بواسطة حساب التكامل:
{\displaystyle V=\pi \int _{1}^{a}\left({1 \over x}\right)^{2}\,\mathrm {d} x=\pi \left(1-{1 \over a}\right)}
{\displaystyle A=2\pi \int _{1}^{a}{1 \over x}{\sqrt {1+\left({-1 \over x^{2}}\right)^{2}}}\,\mathrm {d} x>2\pi \int _{1}^{a}{1 \over x}\,\mathrm {d} x=2\pi \ln a.}
{\displaystyle a} يمكن أن يكون كبيراً بلا حد، لكن يُلاحظ أن حجم البوق المنحصر بين {\displaystyle x=1} و {\displaystyle x=a} لن يتجاوز π  أبدًا. لكنه سيقترب من π أكثر عندما يكبر a. رياضيًّا، الحجم يقترب من π إذا اقترب a من اللانهاية. التعبير عن ذلك بواسطة رمز نهاية الدالّة:
{\displaystyle \lim _{a\to \infty }V=\lim _{a\to \infty }\pi \left(1-{1 \over a}\right)=\pi .}

## المفارقة
عندما اُكتشف أن تدوير مسطح لا نهائي من شكل في المستوى حول محور x، يُعطي حجماً نهائيًاً، اُعتبرت هذه الحقيقة من المفارقات.
رغم ان للشكل مساحة سطح لا نهائية، إلا أن مساحة أي سطح موازٍ له، نهائية. وبالتالي، فإن الحجم، إذا حُسب باعتباره 'المعدّل الموزون' لهذه الأسطح، نهائي أيضا.

### مفارقة الطلاء
بما أن للشكل حجماً نهائيّاً، يمكننا -نظريّاً- أن نقوم بملئه بالطلاء. لكن، بما أن مساحة السطح لا نهائيًة، لن يكون بالإمكان أن نغطّي الجدران الداخلية للشكل، وهذه هي المفارقة. في عالم الرياضيات المجرّد، يمكن لكمية نهائية من الطلاء أن تغطّي مساحة لا نهائيّة، شريطة أن يقلّ ثخن الطلاء بسرعة كافية لتعويض المساحة الآخذة بالزيادة كل الوقت، وفي الحالة الموصوفة، يجب أن يكون هذا الطلاء من الداخل. ومع ذلك، فإن طلاء السطح الخارجي للبوق بثخن ثابت، لا يتحقق بكمية نهائية من الطلاء، مهما قلّ هذا الثخن.
بالطبع، في واقع الأمر، لا يمكن تقسيم الطلاء إلى ما لا نهاية: عند حدٍّ ما، سيصبح البوق ضيّقاً إلى درجة لا يتّسع  بها حتى لجزيء واحد من الطلاء.

## قراءة إضافية
- Gabriel's Other Possessions, Melvin Royer, دُوِي:10.1080/10511970.2010.517601
- Gabriel's Wedding Cake, Julian F. Fleron, http://people.emich.edu/aross15/math121/misc/gabriels-horn-ma044.pdf نسخة محفوظة 8 يناير 2016 على موقع واي باك مشين.
- A Paradoxical Paint Pail, Mark Lynch, http://www.maa.org/programs/faculty-and-departments/classroom-capsules-and-notes/a-paradoxical-paint-pail
- Supersolids: Solids Having Finite Volume and Infinite Surfaces, William P. Love, قالب:Jstor